# Pandalus
Чилимы (лат. Pandalus) — род десятиногих раков из инфраотряда настоящих креветок (Caridea).

## Описание
Креветки среднего размера, живущие на дне или у дна. Один из видов, Pandalus montagui, живёт в симбиозе с полихетой Sabellaria spinulosa.
Живут, как правило, 3—5 лет, половой зрелости достигают быстро. Этот род характеризуется протандрическим гермафродитизмом: все вышедшие из яйца особи — самцы, которые по достижении некоторого размера и возраста превращаются в самок. Размножаются весной, самка откладывает до 3000 икринок. Самка носит икру под брюшком приблизительно 6 дней, после чего из икринок выходят планктонные личинки. Планктонная стадия развития длится 4—6 месяцев. За это время течение разносит их не менее чем на 10 километров. Креветки быстро размножаются, поэтому подорванная численность популяции может легко восстанавливаться.

## Классификация
На декабрь 2021 года в род включают следующие виды:
- Pandalus aleuticus (Rathbun, 1902)
- Pandalus amplus (Spence Bate, 1888)
- Pandalus borealis Krøyer, 1838 — Северная креветка
- Pandalus capillus (Komai & Hibino, 2019)
- Pandalus chani Komai, 1999
- Pandalus coccinatus (Urita, 1941)
- Pandalus curvatu Komai, 1999
- Pandalus danae Stimpson, 1857
- Pandalus dispar (Rathbun, 1902)
- Pandalus eous Makarov, 1935
- Pandalus formosanus Komai, 1999
- Pandalus gibbus (Komai & Takeda, 2002)
- Pandalus glabrus (Kobjakova, 1936)
- Pandalus goniurus Stimpson, 1860
- Pandalus gracilis Stimpson, 1860
- Pandalus gurneyi Stimpson, 1871
- Pandalus houyuu (Komai & Hibino, 2019)
- Pandalus hypsinotus J.F. Brandt in von Middendorf, 1851
- Pandalus ivanovi Komai & Eletskaya, 2008
- Pandalus japonicus (Balss, 1914)
- Pandalus jordani Rathbun, 1902
- Pandalus lamelligerus J.F. Brandt in von Middendorf, 1851
- Pandalus latirostris Rathbun, 1902 — Травяной чилим
- Pandalus longipes (Komai, 1994)
- Pandalus longirostris (Rathbun, 1902)
- Pandalus lucidirimicolus (Jensen, 1998)
- Pandalus miyakei (Hayashi in Baba, Hayashi & Toriyama, 1986)
- Pandalus montagui Leach, 1814
- Pandalus multidentatus (Kobjakova, 1936)
- Pandalus nipponensis Yokoya, 1933
- Pandalus ochotensis (Kobjakova, 1936)
- Pandalus pacificus Doflein, 1902
- Pandalus platyceros J.F. Brandt in von Middendorf, 1851
- Pandalus prensor Stimpson, 1860
- Pandalus princeps (Komai & Hibino, 2019)
- Pandalus profundus (Zarenkov, 1971)
- Pandalus punctatus (Kobjakova, 1936)
- Pandalus rubrus (Komai, 1994)
- Pandalus spinosior (Hanamura, Khono & Sakaji, 2000)
- Pandalus stenolepis Rathbun, 1902
- Pandalus teraoi Kubo, 1937
- Pandalus tridens Rathbun, 1902
- Pandalus zarenkovi (Ivanov & Sokolov, 2001)

## Хозяйственное значение
Многие виды являются объектами промышленного лова при помощи тралов: хорошо развитые мышцы брюшка (абдомена) используют в пищу. Это следующие виды:
- Pandalus borealis
- Pandulus jordani
- Pandalus goniurus
- Pandalus danae
- Pandalus hypsinotus
- Pandalus montagui
- Pandalus platyceros